# Holger Schou Rasmussen
Holger Schou Rasmussen (født 20. april 1965 i Sakskøbing) er en dansk lokalpolitiker for Socialdemokraterne. Han er uddannet skolelærer og har været borgmester i Lolland Kommune siden 2014.

## Karriere
Holger Schou Rasmussen voksede op i Sakskøbing og blev hf-student fra Nakskov Gymnasium og siden læreruddannet fra Vordingborg Statsseminarium i 1992. Han ville egentlig gerne have været pilot, men havde sprængte trommehinder, der gjorde det umuligt.
Efter fem år som skolelærer i Østofte blev Rasmussen leder af et privat dagbehandlingstilbud, Skovsund, i Stubbekøbing. Derefter blev han leder af Børne- og Familiecentret i Guldborgsund Kommune.

## Politik
Holgers mor var byrådsmedlem for en borgerliste i Maribo Kommune, og hans far var ærkesocialdemokrat, indtil han blev selvstændig erhvervsdrivende, hvorefter han begyndte at stemme på De Konservative. Holger blev selv interesseret i politik, mens han gik på hf i Nakskov. Han opfattede sig allerede som ung som socialdemokrat, men har fortalt, at han stemte taktisk på Venstresocialisterne, da han skulle stemme første gang. Hensigten var at hjælpe, så partiet kom over spærregrænsen og kunne sikre en socialdemokratisk regering. Det lykkedes dog ikke, da partiet fik mindre end de nødvendige to procent af stemmerne.
Han blev medlem af Socialdemokratiet i 1990'erne, efter at han var fyldt 30 år, og blev opstillet og indvalgt i Maribo Byråd i 2000. Han syntes i første omgang ikke, at byrådsarbejdet var særlig rart, men snarere destruktivt. Ved det første kommunalvalg til den nye Lolland Kommune i 2005 bad han om at blive sat så langt ned på listen, at han kunne trække nogle stemmer uden at komme ind. I 2009 blev han dog valgt ind i byrådet, og ved kommunalvalget i 2013 stillede han op som Socialdemokratiets spidskandidat og bud på borgmesterposten, da den hidtidige borgmester Stig Vestergaard ikke ønskede at fortsætte. Efter et dramatisk forløb og en brudt konstitueringsaftale blev Rasmussen valgt til borgmester fra 1. januar 2014. Ved kommunalvalgene i 2017 og 2021 gik Socialdemokratiet begge gange frem i kommunen til henholdsvis 11 og 12 medlemmer af kommunalbestyrelsens 25, og Rasmussen kunne fortsætte på borgmesterposten.

## Privatliv
Som teenager og ung mand var Rasmussen en ivrig håndboldspiller og spillede på divisionsniveau. Han har i et interview med Folketidende fortalt, at han tror, at det var håndbolden og dens fællesskab, der gjorde, at han modsat mange af sine jævnaldrende blev på Lolland og ikke rejste væk fra øen.
Som ung nyansat lærer på Østofte Skole besøgte Rasmussen regelmæssigt en ældre og mere erfaren kollega på skolen for at få sparring i matematikundervisningen. Det førte til, at han blev gift med kollegaens datter Karina. De har sammen fire børn.